# Saint-Aquilin-de-Pacy
 Saint-Aquilin-de-Pacy  là một xã của tỉnh Eure, thuộc vùng Normandie, miền bắc nước Pháp.